# João Erick
João Erick Marques da Silva (Jaboatão dos Guararapes, 15 maggio 1998) è un calciatore brasiliano, centrocampista del Posušje.

## Carriera

### Club
Il 27 agosto 2018 viene acquistato a titolo definitivo dalla squadra croata del Rudeš.